# Antonio de León Pinelo
Antonio Rodríguez de León Pinelo (ca. 1595 - 1660), historiador i jurista espanyol.
Va néixer segons sembla a Valladolid, en el si d'una família jueva-conversa d'origen portuguès, assetjada per la Inquisició espanyola, el seu avi va ser cremat per judaïtzant a l'acte de fe públic realitzat a Lisboa l'any 1596), va buscar refugi a Amèrica als volts de 1604.
Va viure a Amèrica part de la seva infància i tota la seva joventut, estudiant amb els jesuïtes a la Universitat Nacional Major de San Marcos. Abans d'establir-se a Lima (on el seu pare arribaria a ser capellà de l'arquebisbe) la seva família va passar per Tucumán i Charcas (Sucre).
Cap 1622 va arribar a Madrid amb el seu germà Diego (que estudiaria a la Universitat de Salamanca), en 1624 el Consell d'Índies li encàrregar la recopilació de les Lleis d'Índies, que va deixar acabada deu anys després, i entre 1636-1639 va ocupar el càrrec de relator del Consell. L'any 1658 va ser nomenat Oïdor de la Casa de la Contractació d'Índies a Sevilla i, després de la mort de Gil González Dávila, cronista Major d'Índies.
A Madrid va escriure els Annals o Història de Madrid: Des del Naixement de Nostre Senyor Jesucrist, fins a l'any de 1658, dels seus manuscrits es conserven diferents còpies a la Biblioteca Nacional d'Espanya (Madrid). Alguns d'aquests manuscrits els va editar i va publicar per primera vegada Ricardo Martorell Téllez-Girón a 1931.

## Lloc de naixement
De Pinelo no estan del tot clars ni el seu origen, ni el lloc de naixement, ni la data. El lloc de naixement és qüestió sobre la qual des dels primers moments hi ha total confusió. Malgrat que el mateix interessat afirma ser natural de Valladolid, Lohmann Villena, infatigable investigador, no va ser capaç de donar amb la partida de naixement de Pinelo a les parròquies d'aquesta ciutat.
José Toribio Medina, el fa natural de Lisboa (D'origen marrà) sabut el mal mirats que aquests eren a Espanya i molt més a les Índies. A aquesta hipòtesi s'unirà l'investigador argentí Raúl Molina, gràcies a la troballa d'un "document fonamental" en els tribunals de Buenos Aires. A més a més, per aquest autor les declaracions del pare i germà de l'Antonio a sengles documents, en afirmar que van passar a la ciutat de Valladolid amb Antonio l'any 1592 tiren per terra la hipòtesi de la seva pàtria val·lisoletana i que sigui el 1595 la data del seu naixement.
Un altre lloc cal afegir a la llista de viles i ciutats natals de Pinelo, fra José de Madrid, fill del nostre autor (vid. mfra Família), va afirmar que el seu pare havia nascut a Còrdova de Tucumán. El testament de Pinelo manté un mutisme total pel
que fa al seu origen, lloc i data de naixement, afirmant el testador que les dades al respecte les havia deixat escrites
en la seva memòria secreta.